# Consiglio Supremo di Difesa del Paese
Il Consiglio Supremo di Difesa del Paese (in lingua rumena: Consiliul Suprem de Apărare a Țării, CSAT) è un organo previsto dalla Costituzione della Romania, competente in materia di difesa e sicurezza nazionale.
Il capo del CSAT è il presidente della Romania.

## Caratteristiche
L'organo è stato istituito dalla Legge 39 del 13 dicembre 1990, che ha abrogato l'art. 8 della precedente Legge 14 del 28 dicembre 1972, che disciplinava le competenze del Consiglio di Difesa della Repubblica Socialista di Romania. Previsto anche dal testo costituzionale emanato nel 1991, il CSAT ha visto organizzazione e funzionamento emendate dalla nuova Legge 415 del 27 giugno 2002. Tale legge può essere modificata solo tramite provvedimento organico approvato dal Parlamento. Le attività dell'organo sono disciplinate da un regolamento approvato internamente.
Si configura come un'autorità della pubblica amministrazione, indipendente dal Governo e sottoposta al controllo del Parlamento. Il CSAT ha l'obbligo di presentare a Camera dei deputati e Senato il rapporto sulla propria attività annualmente o su richiesta delle commissioni parlamentari. I rapporti del CSAT sono analizzati dalle due camere del Parlamento riunite in seduta in congiunta.
Secondo l'art. 92 della Costituzione è presieduto dal Presidente della Romania e in base all'art. 119 della Legge fondamentale:
(Art. 119 della Costituzione della Romania)
Nell'esercizio delle proprie funzioni, il CSAT emana delle "decisioni" (hotărâri), che hanno carattere perentorio per gli organi della pubblica amministrazione cui sono rivolte. Tali istituzioni sono responsabili dell'applicazione delle misure disposte dal Consiglio.
Il Presidente della Romania conduce i lavori del CSAT, le cui decisioni rappresentano un supporto per l'esercizio delle attribuzioni presidenziali in materia di difesa.
Il CSAT si riunisce a cadenza trimestrale oppure ogniqualvolta se ne ravvisi la necessità. Può essere convocato dal Presidente della Romania o su iniziativa di un terzo dei suoi membri. L'ordine del giorno è stabilito dal presidente, previa consultazione con il vicepresidente. Le sue decisioni vengono adottate consensualmente alla presenza di almeno due terzi dei membri.

## Organizzazione
Il CSAT è presieduto dal Presidente della Romania, mentre il Primo ministro della Romania riveste il ruolo di vicepresidente.
Gli altri componenti del Consiglio sono:
- Il ministro della difesa.
- Il ministro degli interni.
- Il ministro degli esteri.
- Il ministro della giustizia.
- Il ministro dell'industria e delle risorse.
- Il ministro delle finanze.
- Il direttore del Serviciul Român de Informații.
- Il direttore del Serviciul de Informații Externe.
- Il capo dello Statul Major General.
- Il consigliere presidenziale per la sicurezza nazionale.

Se un membro non partecipa alla seduta, può farsi rappresentare da un delegato, che non ha diritto di voto.
Alle sedute possono partecipare, con l'approvazione del presidente, anche rappresentanti del Parlamento, della pubblica amministrazione, delle organizzazioni non governative e di altri enti e istituzioni, nel caso in cui loro presenza sia connessa alle problematiche dell'agenda di lavoro del Consiglio.
Il CSAT è coadiuvato da una segreteria. Il segretario è nominato dal presidente della Romania e ha il grado di consigliere di Stato. Le sue attribuzioni sono stabilite da una decisione dello stesso Consiglio. In base al regolamento interno tra i suoi compiti il segretario redige i protocolli adottati al termine di ogni riunione, elabora il programma annuale, presenta un rapporto sulla realizzazione delle decisioni del Consiglio, riceve la documentazione tema di dibattito da parte delle istituzioni competenti, comunica l'ordine del giorno ai membri, sottopone per approvazione al presidente la lista delle persone invitate e trascrive le sedute.
In subordine al CSAT nel novembre 2005 è stata creata una struttura chiamata Comunità Nazionale delle Informazioni (in rumeno: Comunitatea Națională de Informații, CNI), sotto la conduzione del consigliere presidenziale per la sicurezza nazionale. Il CNI coordina e organizza in modo unitario le informazioni provenienti da vari servizi di intelligence (Serviciul Român de Informații, Serviciul de Informații Externe, Direcția Generală de Informații a Apărării e Direcția Generală de Informații și Protecție Internă).

## Funzioni

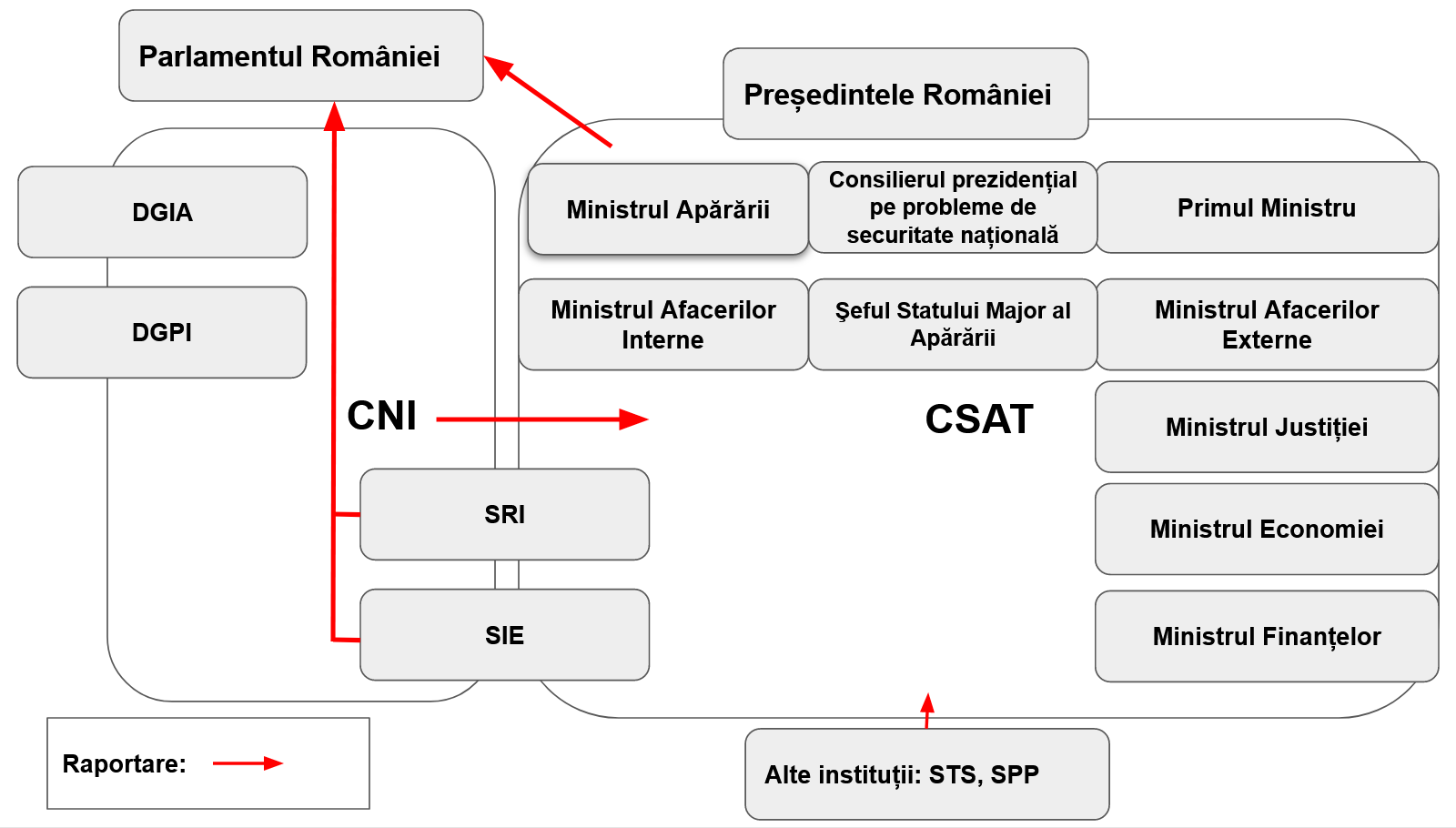
Schema di funzionamento del sistema nazionale di sicurezza in Romania.

Secondo l'art. 4 della Legge 415/2002 ha le seguenti attribuzioni:
- Analizza e propone la strategia di sicurezza nazionale, la strategia militare, le strategie per l'ordine pubblico.
- Analizza i dati, le informazioni e le valutazioni fornite dai servizi di intelligence.
- Su richiesta del Presidente della Romania analizza e propone misure per l'istituzione dello stato d'assedio e lo stato d'emergenza, per la mobilitazione delle forze armate, per la risposta alle aggressioni, per la dichiarazione dello stato di guerra e per l'avvio o la sospensione delle azioni militari. Nel caso della dichiarazione di stato d'assedio o stato d'emergenza, il CSAT può prolungare la durata degli obblighi militari dei cittadini[21].
- Fornisce un parere sui progetti di atti normativi proposti dal governo in tema di:
  - Sicurezza nazionale.
  - Organizzazione delle forze armate.
  - Organizzazione del Consiglio Supremo di Difesa del Paese.
  - Preparazione della popolazione e del territorio sulla difesa.
  - Bilancio delle istituzioni con attribuzioni nel campo della sicurezza nazionale.
  - Assegnazione del bilancio ai ministeri e ai servizi con attribuzioni del campo della difesa, dell'ordine pubblico e della sicurezza nazionale.
  - Condizioni di ingresso, transito e stazionamento di truppe straniere nel territorio della Romania.
  - Nomine in funzioni con grado di tenente generale, viceammiraglio, affini e superiori.
- Propone per l'approvazione al comandante delle forze armate i piani per i compiti dell'esercito in tempo di pace, in situazione di crisi e di guerra.
- Coordina le attività di integrazione nelle strutture di sicurezza europee e atlantiche e monitora il processo di adattamento delle forze armate alle richieste della NATO. Formula, inoltre, raccomandazioni in accordo agli standard dell'Alleanza.
- Approva l'orientamento nel campo delle relazioni internazionali in materia di sicurezza nazionale e i rispettivi progetti per i trattati internazionali, oltre alle relazioni tra le istituzioni con attribuzioni di sicurezza nazionale e organismi simili di altri paesi.
- Approva il piano comune d'intervento delle unità del ministero della difesa e del ministero degli interni per la limitazione degli effetti dei disastri sul territorio nazionale.
- Approva le spese operative per la sicurezza nazionale e le norme per la loro pianificazione, utilizzo e giustificazione.

In relazione alle forze armate approva:
- I programmi pluriennali per le dotazioni delle forze del sistema nazionale di difesa.
- La ripartizione del numero delle reclute delle istituzioni con attribuzioni del campo della sicurezza nazionale.
- Il completamento degli effettivi delle strutture militari.
- La creazione, la dismissione e la ridistribuzione, in tempo di pace, delle grandi unità militari dal livello di brigata in su.
- Le proposte di conferimento dei gradi di maresciallo, generale, ammiraglio e affini.
- Gli obiettivi di preparazione del territorio per le necessità operazionali delle forze del sistema nazionale di difesa.

Nello specifico, in caso di mobilitazione o guerra approva:
- La struttura organizzativa e le attribuzioni del Gran quartiere generale.
- La creazione della funzione di comandante militare in subordine al Gran quartier generale e le rispettive attribuzioni.
- L'attuazione dell'ordine di lotta per far sì che le strutture militari siano in condizione di eseguire le missioni ordinate.
- Il progetto per il piano di mobilitazione dell'economia nazionale e l'attuazione del bilancio nel primo anno di guerra, oltre ad azioni per il ripristino dell'ordine costituzionale.
- La militarizzazione degli operatori economici la cui attività è collegata all'approvvigionamento di risorse necessarie per la difesa.
- Il piano per la verifica dello stato di preparazione della popolazione tramite esercitazioni e allenamenti di mobilitazione.
- La classificazione e i livelli dei riservisti mobilitati.

In relazione ai servizi di intelligence approva:
- La struttura organizzativa, gli effettivi e i regolamenti di funzionamento di Serviciul Român de Informații, Serviciul de Informații Externe, Serviciul de Telecomunicații Speciale e Serviciul de Protecție și Paza.
- La lista di persone e obiettivi che beneficiano della protezione del Serviciul de Protecție și Paza.
- Le norme che riguardano la protezione antiterrorismo degli ufficiali rumeni e stranieri.
- Il regime delle reti e delle attrezzature di telecomunicazione speciale.
- I rapporti e le note informative presentate dai dirigenti degli organi della pubblica amministrazione in materia di sicurezza nazionale.
- I piani generali di ricerca delle informazioni presentati dalle istituzioni con attribuzioni in materia di sicurezza nazionale.